# Чуркин, Алексей Евгеньевич
Алексей Евгеньевич Чуркин (род. 29 апреля 2004, Дмитров, Московская область) — российский хоккеист, нападающий.

## Биография
В детстве занимался футболом, плаванием, карате, в итоге остался играть в хоккейной секции ХК «Дмитров». В 2019 году прошёл просмотр в «Атлант» Мытищи. Главный тренер МХК "Атлант" Андрей Лунев обратил внимание на нападающего и в сезоне 2021/22, Алексей дебютировал в молодежной хоккейной лиге. Первый сезон в МХК «Атлант» получился удачным. Алексей набрал в 60 матчах Первенства 25 очков  (14 голов и 11 передач) и стал одним из лидеров команды. Второй сезон в МХЛ для Алексей мог стать обещающим, команда омолодилась, вчерашние дебютанты набрались опыта и стали примерять роль лидеров команды. МХК "Атлант" стала победителем предсезонного турнира памяти П. И. Беляева в Череповце, но после турнира Алексей перешёл в команду системы ЦСКА - МХК "Красная Армия".
В сезоне 2023/24 выступая за МХК "Красная Армия", Алексей стал лучшим бомбардиром и снайпером команды и вошел в число лучших игроков МХЛ.
Сезон 2024/25 Алексей начал в составе "Звезды" и дебютировал в основной команде армейского клуба ЦСКА в выездном матче с Северсталью 14 сентября 2024 г.
Первый свой гол в составе "Звезды" Алексей забросил в победном матче против ХК "Норильск", а дебютный гол в КХЛ пришелся на третий матч против армейцев из Петербурга.
На протяжении многих лет подготовку к сезону проводит под руководством своего наставника Сергея Владимировича Лучинкина.

## Дебют в основной команде армейского клуба ЦСКА состоялся в выездном матче с Северсталью 14 сентября 2024 г.  Первый свой гол в составе "Звезды" Алексей забросил в победном матче против ХК "Норильск", а дебютный гол в КХЛ пришелся на третий матч против армейцев из Петербурга.
Примечание
1. ↑  «Ребята советовали не дремать после перелёта на Дальний Восток, можно проспать тренировку». Лидер «Красной Армии» Алексей Чуркин — о последнем сезоне в МХЛ. Дата обращения: 12 октября 2024. Архивировано 10 марта 2024 года.
2. ↑  https://m.vk.com/wall-24969802_27381 (неопр.) (неопр.) (неопр.).
3. ↑  «Ребята советовали не дремать после перелёта на Дальний Восток, можно проспать тренировку». Лидер «Красной Армии» Алексей Чуркин – о последнем сезоне в МХЛ. mhl.khl.ru. Дата обращения: 25 ноября 2024.
4. ↑  Алексей Чуркин: «На льду все одинаковы, возраст и регалии не играют большой роли». redarmy.cska-hockey.ru. Дата обращения: 25 ноября 2024.